# Schweizer Badmintonmeisterschaft 1984
Die Schweizer Badmintonmeisterschaft 1984 fand vom 4. bis zum 5. Februar 1984 in Baden statt. Es war die 30. Auflage der nationalen Titelkämpfe im Badminton in der Schweiz.

## Finalergebnisse
| Disziplin    | Sieger                         | Finalist                    | Ergebnis    |
| ------------ | ------------------------------ | --------------------------- | ----------- |
| Herreneinzel | Pascal Kaul                    | Paolo di Paoli              | 15-4, 15-9  |
| Dameneinzel  | Liselotte Blumer               | Doris Gerstenkorn           | 11-2, 11-0  |
| Herrendoppel | Michael Althaus Thomas Althaus | Pascal Kaul Laurent Kuhnert | 15-12, 15-9 |
| Damendoppel  | Liselotte Blumer Rita Lutz     | Rita Rotach Eliane Huldi    | 15-7, 15-6  |
| Mixed        | Michael Althaus Iris Kaufmann  | Thomas Althaus Silvia Lüthi | 15-7, 15-5  |